# Molytinae

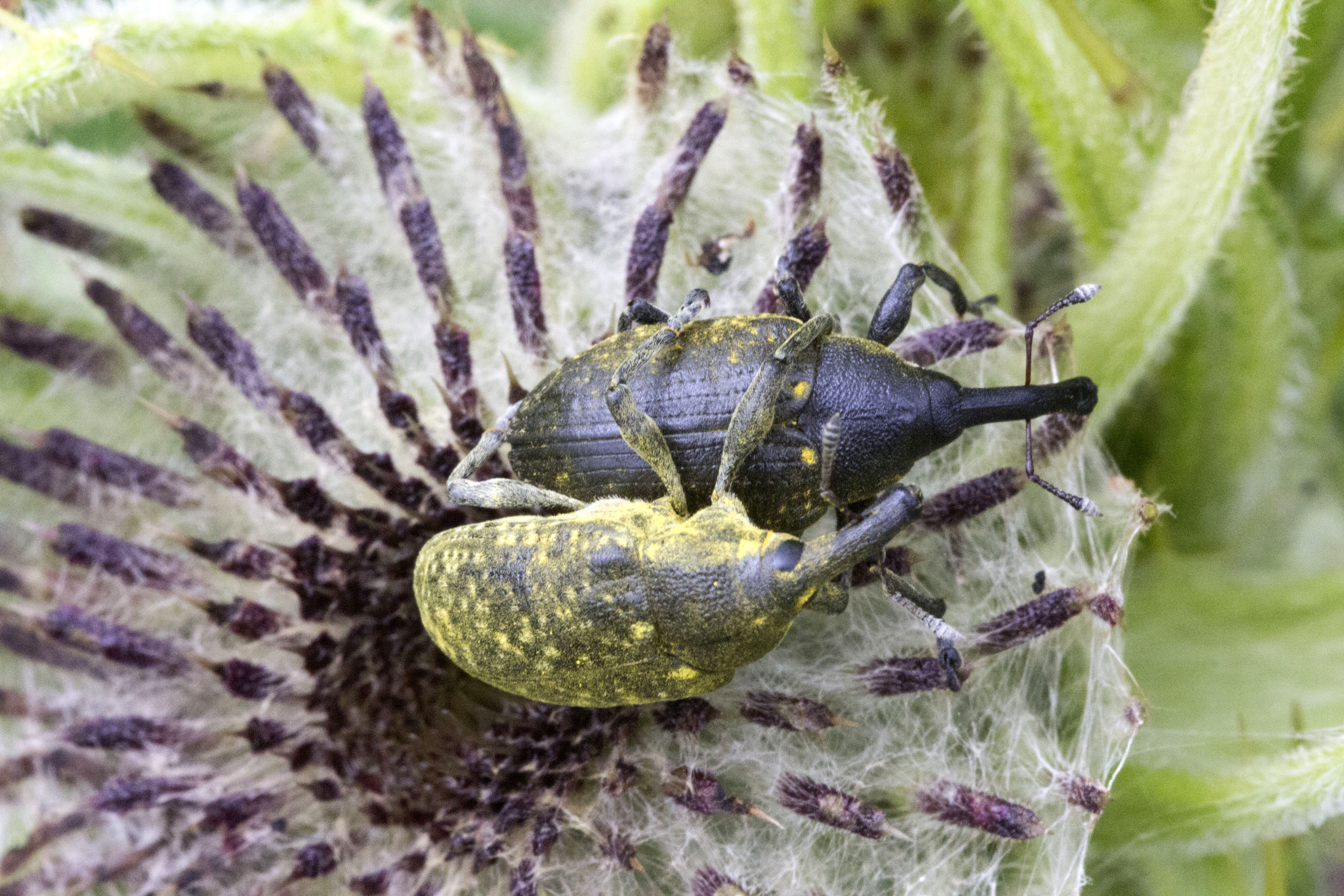
Liparus – Muséum de Toulouse

Die Molytinae sind eine Unterfamilie der Rüsselkäfer (Curculionidae).
Sie umfassen nach gegenwärtiger Auffassung auch die Cryptorhynchini, die früher oft als eigene Unterfamilie geführt oder zu den Curculioninae gezählt wurden. Die Gruppe ist morphologisch und ökologisch sehr vielgestaltig. Den meisten Arten gemeinsames Merkmal ist ein hakenförmiger Zahn am Ende (apikal) der Tibien. Die Larven vieler Arten bohren in lebendem oder totem Holz.

## Verbreitung
Die Arten der Unterfamilie Molytinae sind in ihrer Gesamtheit weltweit vertreten, die meisten Triben haben jedoch ein kleineres Verbreitungsgebiet, mit Ausnahme der Cryptorhynchini und Molytini, die ebenfalls fast überall vorkommen.

## Systematik

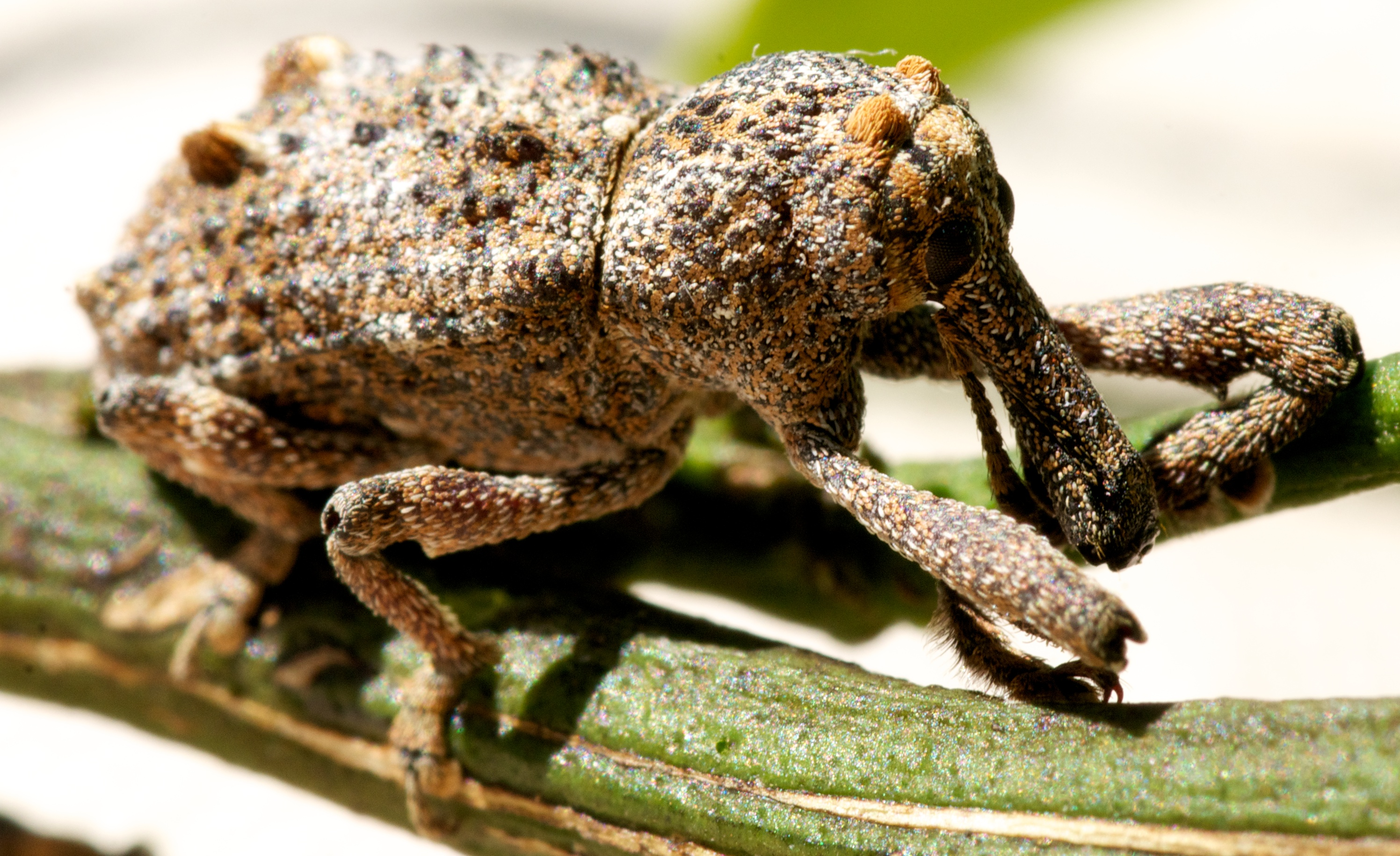
Elefantenrüsselkäfer (Orthorhinus cylindrirostris) aus Australien

Die Molytinae umfassen rund 1000 Gattungen mit 8700 Arten. Derzeit werden 37 Gattungsgruppen (Triben) unterschieden, die aber je nach Autor stark variieren. Einige größere Gruppen werden in Untertriben geteilt:
- Aedemonini (35 Gattungen)
- Amalactini (2 Gattungen)
- Amorphocerini (2 Gattungen)
- Anchonini (32 Gattungen)
- Cholini (31 Gattungen)
  - Cholina (10 Gattungen)
  - Cholomina (2 Gattungen)
  - Rhinastina (19 Gattungen)
- Cleogonini (46 Gattungen)
- Cryptorhynchini (470 Gattungen)
  - Cryptorhynchina (226 Gattungen)
  - Mecistostylina (13 Gattungen)
  - Tylodina (231 Gattungen)
- Cycloterini (14 Gattungen)
  - Cycloterina (11 Gattungen)
  - Thrombosternina (3 Gattungen)
- Dinomorphini (2 Gattungen)
- Euderini (15 Gattungen)
- Gasterocercini (25 Gattungen)
- Guioperini (1 Gattung)
- Ithyporini (34 Gattungen)
- Juanorhinini (5 Gattungen)
- Lepyrini (1 Gattung)
- Lithinini (7 Gattungen)
  - Lithinina (5 Gattungen)
  - Rhytidophlocina (2 Gattungen)
- Lymantini (11 Gattungen)
  - Lymantina (8 Gattungen)
  - Caecossonina (3 Gattungen)
- Mecysolobini (20 Gattungen)
- Metatygini (3 Gattungen)
- Molytini (80 Gattungen)
  - Molytina (51 Gattungen)
  - Hylobiina (12 Gattungen)
  - Plinthina (17 Gattungen)
- Orthorhinini (10 Gattungen)
- Pacholenini (5 Gattungen)
- Paipalesomini (4 Gattungen)
- Petalochilini (8 Gattungen)
- Phoenicobatini (8 Gattungen)
- Phrynixini (35 Gattungen)
- Pissodini (7 Gattungen)
  - Pissodina (5 Gattungen, 4 davon fossil)
  - Cotasteromimina (2 Gattungen)
- Psepholacini (27 Gattungen)
- Sophrorhinini (28 Gattungen)
- Sclerocardiini (1 Gattung)
- Sternechini (5 Gattungen)
- Sthereini (9 Gattungen)
- Styanacini (2 Gattungen)
- Torneumatini (5 Gattungen)
- Trachodini (5 Gattungen)
- Trigonocolini (4 Gattungen)
- Typoderini (16 Gattungen)

## Arten (Auswahl)
- Lepyrus capucinus